# Sunyer
Pour les articles homonymes, voir Sunyer (homonymie).
Sunyer est une commune de la province de Lleida, en Catalogne, en Espagne, de la comarque de Segrià.